# Characidium timbuiense
Characidium timbuiense är en fiskart som beskrevs av Travassos, 1946. Characidium timbuiense ingår i släktet Characidium och familjen Crenuchidae. Inga underarter finns listade i Catalogue of Life.